# سكوت مورغان (لاعب اتحاد الرغبي)
سكوت مورغان (بالإنجليزية: Scott Morgan)‏ هو لاعب اتحاد الرغبي بريطاني، ولد في 17 أكتوبر 1978 في نيث ‏ في المملكة المتحدة.

## وصلات خارجية
- سكوت مورغان على موقع دوري الرغبي الممتاز (الإنجليزية)
- سكوت مورغان عل موقع إسبنسكروم (الإنجليزية)
- سكوت مورغان على موقع ItsRugby.co.uk (الإنجليزية)